# Zvučni alveolarni frikativ
Zvučni alveolarni frikativ naziv je za više suglasnika od kojih je najčešći zvučni alveolarni sibilant, u međunarodnoj fonetskoj abecedi za njega se koristi simbolom [z].
Glas [z] postoji u mnogim europskim jezicima, ali relativno je rijedak u ostatku svijeta. Tek 28 % jezika svijeta ima ovaj glas, a od onih koji ga imaju, 85 % smješteno je u Europi, Africi i zapadnoj Aziji.[nedostaje izvor] U istočnoj Aziji, Tihom oceanu i Americi vrlo je rijedak.
Ako se u nekom jeziku nalazi glas [z], uvijek je prisutan i glas [s].
Glas postoji u standardnom hrvatskom i svim dijalektima, ali dentalni je sibilant poput glasa [s]; svi pravopisi hrvatskog jezika također se koriste simbolom z, (vidjeti slovo z).
Karakteristike su:
- po načinu tvorbe jest sibilant
- po mjestu tvorbe jest alveolarni suglasnik
- po zvučnosti je zvučan.